# Sozialer Kreis
Mit dem soziologischen Modell der sozialen Kreise will Georg Simmel die Beziehungen des Individuums mit seiner Umwelt veranschaulichen.
Gemäß Simmel kommt Individualität allein dadurch zustande, weil jeder Mensch in einem einzigartigen Schnittpunkt sozialer Kreise steht. Simmel manifestiert seine These der sozialen Kreise in seinem 1890 erschienenen Aufsatz Über soziale Differenzierung. Die Studie gilt als Vorläufer der Theorie der Sozialen Rolle.

## Gegenstandsbestimmung
Der Zufall der Geburt bestimmt die Zugehörigkeit zum allerersten konzentrischen Kreis: der Familie. Weitere primäre Kreise sind etwa die Nachbarschaft, das Dorf, die Schule etc. Interessen und Veranlagung spielen für die Zugehörigkeit zum primären sozialen Kreis keine Rolle. Der Einzelne ist in einem Zusammensein eingebunden, welches seiner Individualität neutral gegenübersteht.
Mit der geistigen Entwicklung und der Vermehrung der Freiheit des Individuums kann die Zugehörigkeit alsbald selbst gewählt werden. Die Intellektualität dient als Basis für die Neubildung rationaler sozialer Kreise. Die Gruppenbildung erfolgt aufgrund bewusster Überlegungen (Wahl des Berufes, Mitglied in einem bestimmten Verein, um an einflussreiche Menschen heranzukommen etc.). Die Kreise sind nun nicht mehr konzentrisch angelegt, da jede neue Verbindung (als Ehemann zur Ehefrau, als Offizier in der Armee, als Mitglied zum Verein) zum Individuum unabhängig voneinander existiert.
Dadurch können komplexe Schnittmengen der Kreise entstehen. Gemäß Simmel entsteht folgedessen die Individualität eines Einzelnen. Die Individualität entsteht nur durch Mitgliedschaft in einer hohen Anzahl verschiedener sozialer Kreise. Gerade durch die verschiedenen Anforderungen der Kreise wird sich das Individuum als einzigartige Einheit/Persönlichkeit bewusst. Es gilt als unwahrscheinlich, dass ein anderer Zeitgenosse die genau gleiche Gruppenkombination aufweisen kann.